# L'Équipe (natante)

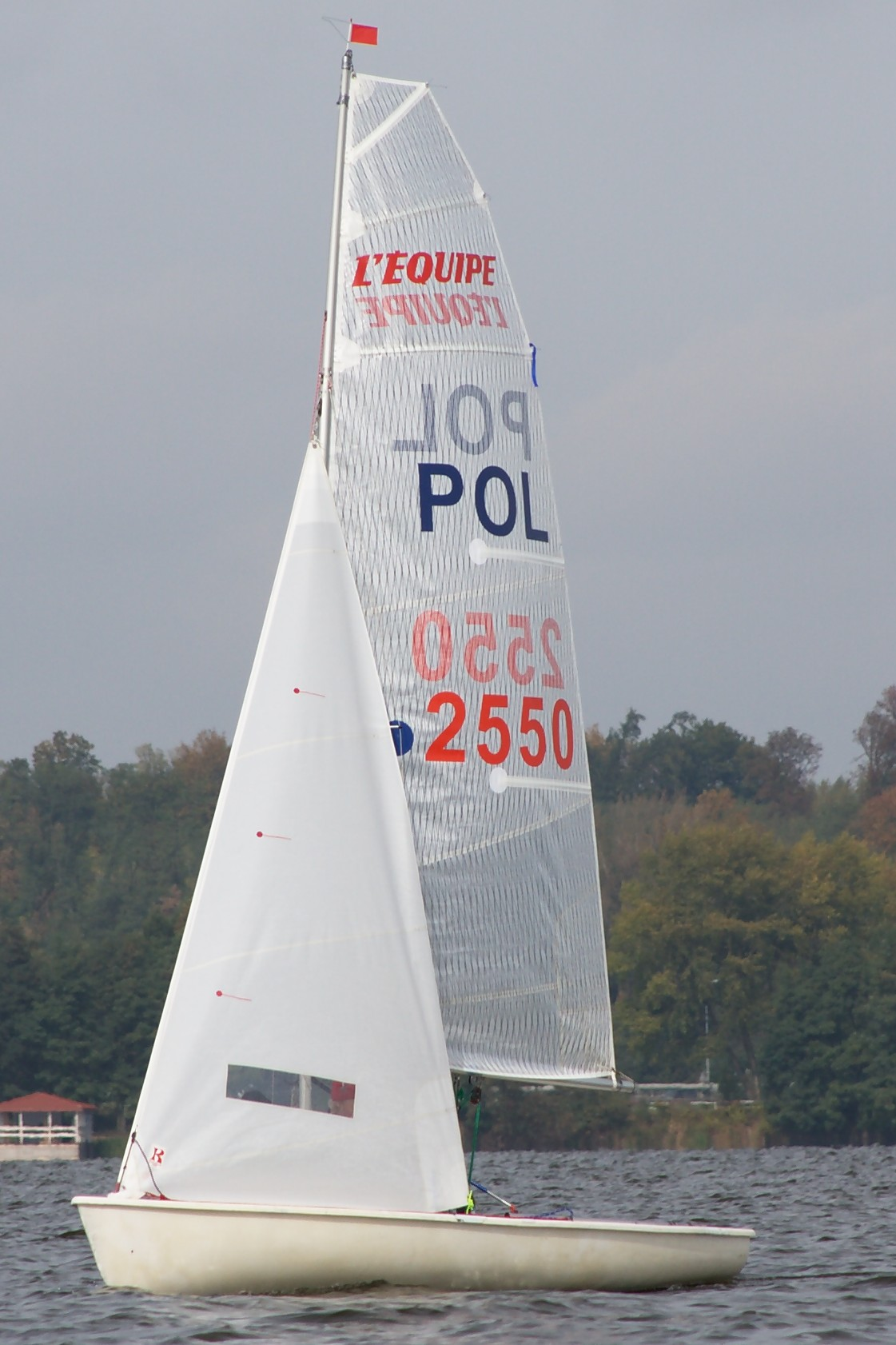
L'Équipe

L'Équipe è un monotipo da regata ideato nel 1982 dall'architetto Marc Laurent nell'ambito di un concorso indetto dall'omonimo quotidiano sportivo francese  al fine di individuare una barca doppia governabile da ragazzi anche molto giovani.

## Velatura e scafo
L'Équipe dispone di due vele bianche (randa e fiocco o genoa) e di una vela di prua (Spinnaker).
La randa, nel modello iniziale di forma pressoché triangolare ma recentemente portata a quadrangolare per ottenere - a parità di altezza d'albero - una maggiore superficie velica, è dotata di tre stecche, aumentate a cinque nella attuale forma della vela.
La vela di prua può essere un fiocco o un genoa, in ogni caso non munito di stecche e provvisto invece di un riquadro di materiale trasparente che permette di verificare la presenza di eventuali barche sottovento. Sono presenti, attaccati nei punti di massima portanza della vela, dei filetti (normalmente di lana) che permettono di rendere molto più precisa la rotta di bolina.
Lo spinnaker, vela simmetrica issata solo nelle andature portanti e preferibilmente tendenti alla poppa, viene tenuto, quando non usato, armato ma ammainato nel tubo lancia-spi, e viene issato e mantenuto gonfio con l'aiuto di un tangone, montato all'atto dell'issata e smontato all'atto dell'ammainata.
Lo scafo è in resina GRP (un laminato in vetro impregnato di resina poliestere) e tessuto Coremat (caratterizzato da un buon rapporto peso-resistenza). Il materiale è distribuito in maniera variabile nelle diverse zone, a seconda della rigidità richiesta. Ulteriori rinforzi possono essere realizzati con parti in legno, in punti di maggior sforzo, come il piede d'albero, gli attacchi delle sartie, la scassa della deriva, gli attacchi delle cinghie fermapiedi e della ghinda.
In Italia esiste ai fini promozionali per i più giovani  anche la categoria U12 (UNDER12) dove sulla stessa imbarcazione senza modificare l'attrezzatura  sono previste le vele principali (randa e fiocco) di superficie ridotta senza utilizzare lo spinnaker. 

## Manovre e regolazioni
L'Équipe è equipaggiato con un albero a un ordine di crocette più, ovviamente, lo strallo di prua.
Sono previsti circuiti separati per le tre regolazioni canoniche della randa:
- Cunningham: non dispone di bozzelli, ma è semplicemente un sagolino parancato che viene passato in un occhiello nel punto di mura e passa sotto alla trozza del boma, per poi andarsi a strozzare in un apposito strozzatore sull'albero. Ovviamente si può ricorrere anche a una maggiore o minore tensione sulla drizza randa per ottenere gli stessi effetti;
- Vang: generalmente costituito da un paranco a quattro vie;
- Tesa base: regolabile sia dall'estremità poppiera del boma, tramite un apposito circuito passante per l'angolo di bugna e rimandato alla posizione del prodiere, sia dall'angolo di mura - seppur con una regolabilità nulla - mediante uno stroppo legato strettamente attorno all'albero con la funzione di mantenere la mura il più possibile aderente all'albero.

Le sartie sono fissate allo scafo mediante lande forate, una maggiore o minore tensione delle sartie può influire sull'inclinazione longitudinale dell'albero e quindi sulla propensione della barca a orzare o a poggiare.

## Equipaggio
L'imbarcazione, in quanto concepita come primo approccio alla deriva doppia per velisti alle prime armi, ottiene migliori prestazioni con equipaggi di peso modesto, tra i novanta e i cento chili totali e di età compresa tra i dodici e i quindici anni, fatto salvo il fatto che, con un maggiore livello tecnico dell'equipaggio, dovrebbe calare il peso dello stesso.
L'equipaggio si compone di due membri: timoniere e prodiere. Il timoniere, come generalmente accade nel doppio, ha anche il ruolo di randista, mentre il prodiere si occupa del fiocco (o genoa, a seconda di come è stata armata la barca) e dello spinnaker. La barca è equipaggiata con il trapezio, che verrà utilizzato dal prodiere nel caso in cui il peso dell'equipaggio, nonostante l'uso delle cinghie fermapiedi, non sia sufficiente a bilanciare la barca.

## Fonti
- Sito ufficiale di classe, su lequipe.it. URL consultato il 23 agosto 2010 (archiviato dall'url originale il 14 settembre 2013).